# 博基伊夫卡
49°27′6″N 26°33′26″E / 49.45167°N 26.55722°E
博基伊夫卡（烏克蘭語：Бокиївка）是位於烏克蘭西部的村莊，由赫梅利尼茨基州裡赫梅利尼茨基區的維季夫齊市鎮負責管轄。該村面積2平方公里，海拔高度317米，2001年人口409，人口密度每平方公里204.5人。